# Zealandoberis substituta
Zealandoberis substituta är en tvåvingeart som först beskrevs av Walker 1854.  Zealandoberis substituta ingår i släktet Zealandoberis och familjen vapenflugor. Inga underarter finns listade i Catalogue of Life.